# Dag og nat
 Ikke at forveksle med Dag & nat.
Dag og nat er en dansk spillefilm fra 2004, der er instrueret af Simon Staho efter manuskript af ham selv og Peter Asmussen.

## Handling
Filmen handler om mennesker, der vil elske og elskes. Det er historien om En Far, Hans Lille Søn, Hans Utro Kone, Hendes Hemmelige Elsker, Hans Unge Elskerinde, Hans Ensomme Søster, Hans Glemsomme Mor, En Fanatisk Fodboldtræner, En Gravid Luder og En Engel Forklædt Som En Gammel Mand. Allesammen søger de svar på det samme spørgsmål: "Hvis svaret er kærlighed - hvad er så spørgsmålet?"